# 352

## Esdeveniments
- 17 de maig, Roma: Liberi I esdevé papa, succeint al difunt Juli I.
- Ticinum, Itàlia romana: Prop del riu Ticino té lloc la batalla entre els emperadors Magnenci i Constanci II, de la que el primer en sortirà definitivament derrotat.
- Germània: Els alamans i els francs derroten l'exèrcit romà, prenen quaranta ciutats i s'instal·len entre el Mosel·la i el Rin.
- Armènia: Els perses conquereixen el país.
- Xina: Els mujong s'apoderen de l'Hopei.

## Necrològiques
- 12 d'abril, Roma: Juli I, papa.